# Диференціальне рівняння еліптичного типу
Диференціальне рівняння еліптичного типу — один із трьох можливих випадків диференціального рівняння другого порядку в частинних похідних, що в математичній фізиці використовується для опису силових полів, наприклад для електростатичного поля.
Якщо диференціальне рівняння з частинними похідними з двома змінними
{\displaystyle a_{11}{\frac {\delta ^{2}u}{\delta x^{2}}}+2a_{12}{\frac {\delta ^{2}u}{\delta x\delta y}}+a_{22}{\frac {\delta ^{2}u}{\delta y^{2}}}+F_{0}\left(x,y,u,{\frac {\delta u}{\delta x}},{\frac {\delta u}{\delta y}}\right)=0\ \ (1)}
еліптичне, то існують такі функції {\displaystyle \varphi _{1}(x,y)}, та {\displaystyle \varphi _{2}(x,y)}, що заміною змінних
{\displaystyle {\begin{cases}\xi =\varphi _{1}(x,y)\\\eta =\varphi _{2}(x,y)\end{cases}}}
рівняння (1) приводиться до канонічної форми:
{\displaystyle {\frac {\delta ^{2}u}{\delta \xi ^{2}}}+{\frac {\delta ^{2}u}{\delta \eta ^{2}}}+F_{3}\left(\xi ,\eta ,u,{\frac {\delta u}{\delta \xi }},{\frac {\delta u}{\delta \eta }}\right)=0}
Для рівняння еліптичного типу {\displaystyle D=a_{12}^{2}-a_{11}a_{22}<0}, тому диференціальні рівняння характеристик комплексні, та мають вигляд:
{\displaystyle {\frac {dy}{dx}}={\frac {a_{12}}{a_{11}}}+i{\frac {\sqrt {-D}}{a_{11}}},\ {\frac {dy}{dx}}={\frac {a_{12}}{a_{11}}}-i{\frac {\sqrt {-D}}{a_{11}}}}
Тоді, якщо {\displaystyle \varphi (x,y)=C} — комплексний інтеграл першого рівняння, то {\displaystyle \varphi ^{*}(x,y)=C}, де {\displaystyle \varphi ^{*}} — спряжена до {\displaystyle \varphi } функція, являє собою загальний інтеграл спряженого рівняння (друге рівняння). У цьому випадку покладають {\displaystyle \varphi _{1}(x,y)=\Re \varphi } і {\displaystyle \varphi _{2}(x,y)=\Im \varphi }
До класу еліптичних рівнянь належить, зокрема, рівняння Лапласа, а також стаціонарне рівняння Шредінгера.
Рівняння еліптичного типу найважче для розв'язку. Жодну із його змінних не можна інтерпретувати як час. Тому для знаходження розв'язку рівняння необхідно доповнити граничними умовами, що становить крайову задачу.